# Deltaizom

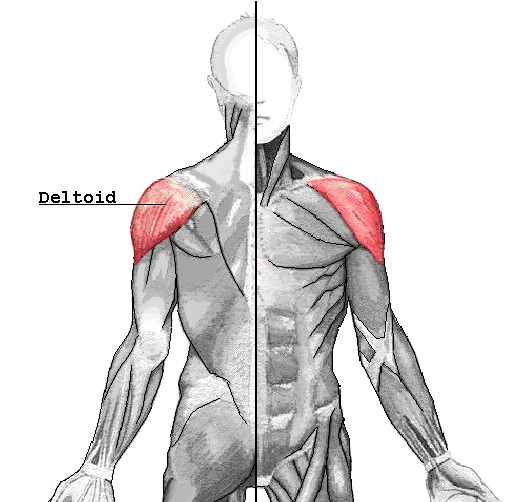
A deltaizom elölről és hátulról

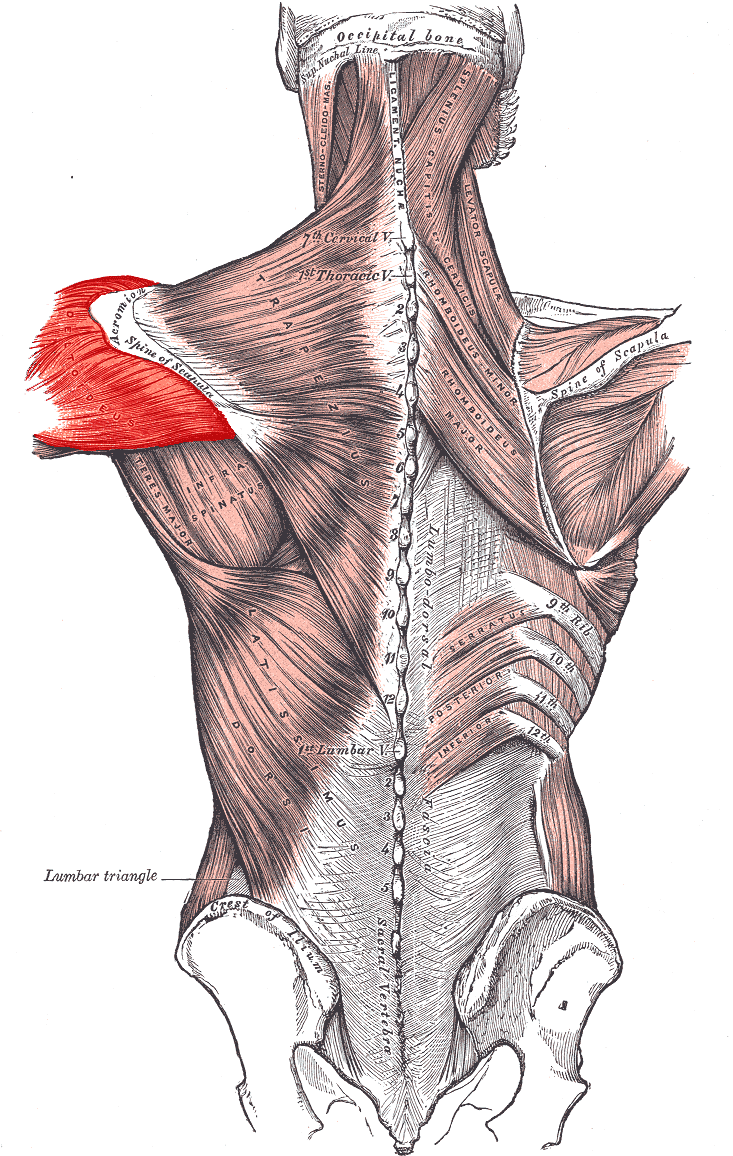
A deltaizom hátulról

A deltaizom (musculus deltoideus) egy izom az ember vállában.

## Eredés, tapadás, elhelyezkedés
Három részről ered:
- anterior rost: a kulcscsont (clavicula) lateralis harmadán ered.
- medialis rost: az acromionról ered.
- posterior rost: a spina scapulae széléről ered.

A felkarcsont (humerus) tuberositas deltoidea humeri részén tapad.

## Funkció
- Az anterior rész a kart hajíltja (flexio) és befelé forgatja.
- A medius rész távolítja a kart.
- A posterior rész a kart feszíti (extensio) és kifelé forgatja.
- A rotátorköpeny izmaival együtt fontos szerepe van a vállízület stabilizációjában.

## Beidegzés, vérellátás
A nervus axillaris idegzi be és a ramus deltoideus arteriae thoracoacromialis látja el vérrel.